# Antsirabe II
Antsirabe II is een district van Madagaskar in de regio Vakinankaratra. Het district telt 385.031 inwoners (2011) en heeft een oppervlakte van 2.241 km², verdeeld over 20 gemeentes. Het ligt rondom de stad Antsirabe.